# Кармел-бай-те-Сі (Каліфорнія)
Кармел-бай-те-Сі (англ. Carmel-by-the-Sea) — місто в США, в окрузі Монтерей штату Каліфорнія. Населення — 3220 осіб (2020).

## Географія
Кармел-бай-те-Сі розташований за координатами 36°33′11″ пн. ш. 121°55′19″ зх. д. / 36.55306° пн. ш. 121.92194° зх. д. (36.552945, -121.921889).  За даними Бюро перепису населення США в 2010 році місто мало площу 2,80 км², уся площа — суходіл.

### Клімат
| Клімат : Кармел-бай-те-Сі | Клімат : Кармел-бай-те-Сі | Клімат : Кармел-бай-те-Сі | Клімат : Кармел-бай-те-Сі | Клімат : Кармел-бай-те-Сі | Клімат : Кармел-бай-те-Сі | Клімат : Кармел-бай-те-Сі | Клімат : Кармел-бай-те-Сі | Клімат : Кармел-бай-те-Сі | Клімат : Кармел-бай-те-Сі | Клімат : Кармел-бай-те-Сі | Клімат : Кармел-бай-те-Сі | Клімат : Кармел-бай-те-Сі | Клімат : Кармел-бай-те-Сі |
| Показник                  | Січ.                      | Лют.                      | Бер.                      | Квіт.                     | Трав.                     | Черв.                     | Лип.                      | Серп.                     | Вер.                      | Жовт.                     | Лист.                     | Груд.                     | Рік                       |
| Середній максимум, °C     | 15,6                      | 16,1                      | 17,8                      | 18,3                      | 19,4                      | 20,0                      | 21,1                      | 21,7                      | 21,1                      | 17,8                      | 16,7                      | 15,6                      | 18,4                      |
| Середній мінімум, °C      | 6,1                       | 7,2                       | 8,3                       | 8,9                       | 10,0                      | 11,1                      | 11,7                      | 11,7                      | 10,6                      | 8,3                       | 7,8                       | 6,1                       | 9,0                       |
| Норма опадів, мм          | 106                       | 95                        | 90                        | 38                        | 13                        | 5                         | 2                         | 3                         | 7                         | 27                        | 62                        | 69                        | 517                       |
| ------------------------- | ------------------------- | ------------------------- | ------------------------- | ------------------------- | ------------------------- | ------------------------- | ------------------------- | ------------------------- | ------------------------- | ------------------------- | ------------------------- | ------------------------- | ------------------------- |
| Джерело:                  |                           |                           |                           |                           |                           |                           |                           |                           |                           |                           |                           |                           |                           |

## Демографія
Згідно з переписом 2010 року, у місті мешкали 3722 особи в 2095 домогосподарствах у складі 1019 родин. Густота населення становила 1330 осіб/км².  Було 3417 помешкань (1221/км²).
Расовий склад населення:
| - 93,1 % — білих - 3,0 % — азіатів - 0,3 % — чорних або афроамериканців - 0,2 % — вихідців з тихоокеанських островів - 0,2 % — корінних американців - 1,2 % — осіб інших рас |

До двох чи більше рас належало 2,1 %. Частка іспаномовних становила 4,7 % від усіх жителів.
За віковим діапазоном населення розподілялося таким чином: 10,2 % — особи молодші 18 років, 54,1 % — особи у віці 18—64 років, 35,7 % — особи у віці 65 років та старші. Медіана віку мешканця становила 59,2 року. На 100 осіб жіночої статі у місті припадало 77,6 чоловіків;  на 100 жінок у віці від 18 років та старших — 76,9 чоловіків також старших 18 років.
Середній дохід на одне домашнє господарство  становив 109 510 доларів США (медіана — 74 758), а середній дохід на одну сім'ю — 134 215 доларів (медіана — 103 841). Медіана доходів становила 62 350 доларів для чоловіків та 51 136 доларів для жінок. За межею бідності перебувало 8,1 % осіб, у тому числі 3,6 % дітей у віці до 18 років та 10,2 % осіб у віці 65 років та старших.
Цивільне працевлаштоване населення становило 1426 осіб. Основні галузі зайнятості: освіта, охорона здоров'я та соціальна допомога — 30,6 %, роздрібна торгівля — 14,0 %, будівництво — 9,8 %, мистецтво, розваги та відпочинок — 9,5 %.

## Світлини

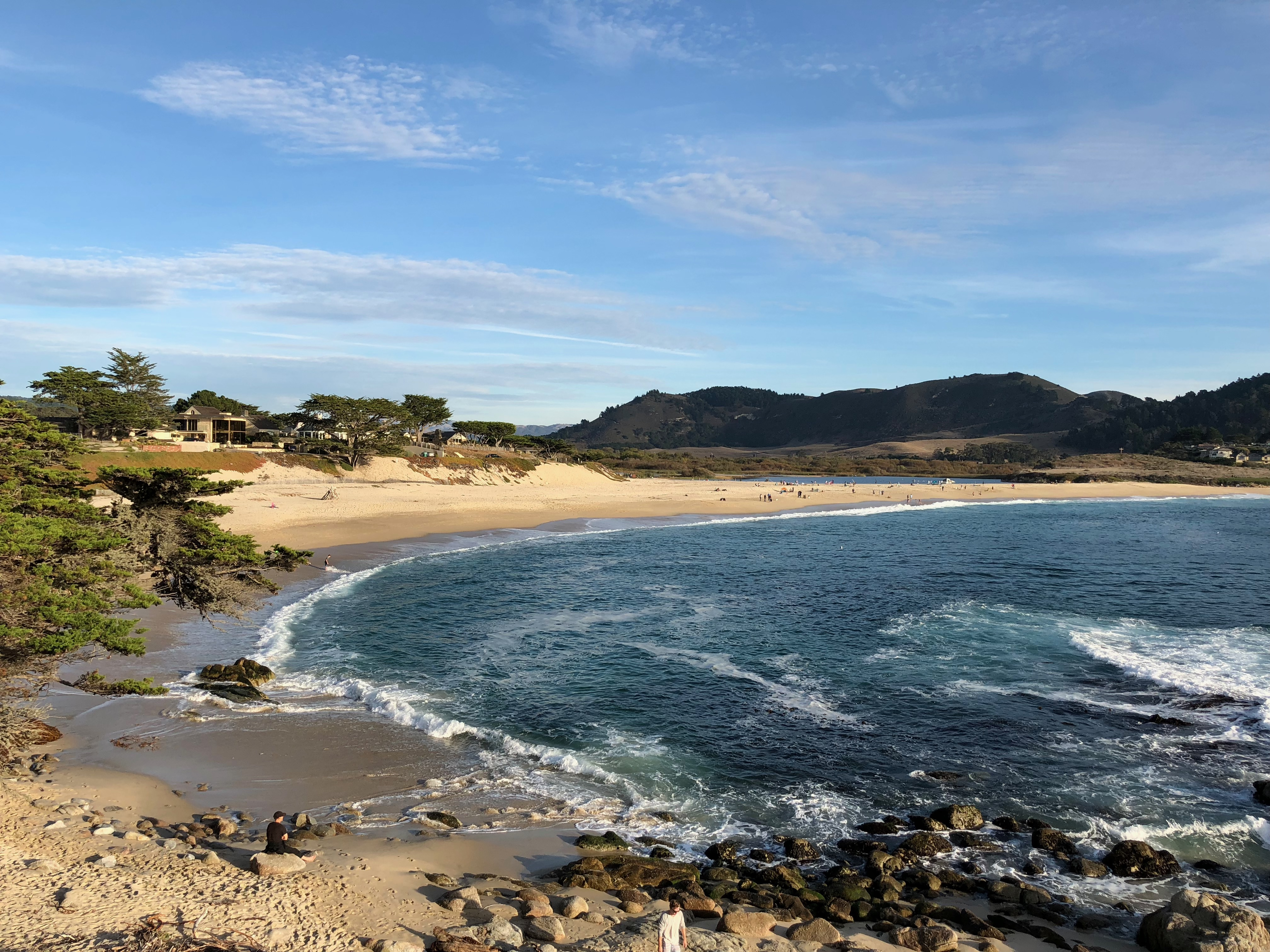

## Відомі особистості
В поселенні помер:
- Ейвінд Ерл (1916—2000) — американський художник.